# Hugh B. Cott
Hugh Bamford Cott (Ashby Magna, Leicestershire, Inglaterra, 1900-Stoke Abbott, Dorset, Inglaterra, 1987) fue un zoólogo británico que se convirtió en una autoridad en camuflaje natural y militar, y también fue un ilustrador científico y fotógrafo. Muchos de sus estudios de campo se llevaron a cabo en África, donde se interesó especialmente en los cocodrilos del Nilo.
Durante la Segunda Guerra Mundial, Cott trabajó como un experto sobre camuflaje para el Ejército Británico. Su libro Adaptive Coloration in Animals (1940), popular entre los soldados de servicio, fue la obra de referencia más importante sobre el camuflaje en zoología durante el siglo XX. Después de la guerra, Cott se convirtió en miembro del Selwyn College de Cambridge.

## Biografía
Cott nació en Ashby Magna, Leicestershire, Inglaterra, el 6 de julio de 1900; su padre era el rector allí. Él fue educado en la Rugby School. En 1919, se graduó en la Real Academia de Sandhurst y fue el encargado en el regimiento de Leicestershire. Entre 1922 y 1925, estudió en Selwyn College, Cambridge.
Hugh tenía la intención de convertirse en sacerdote y fue a Cambridge a leer teología, pero después de su primer año se fue a la expedición universitaria a América del Sur, donde estudió las formas naturales en el nordeste de Brasil en 1923, liderada por el entomólogo Frank Balfour Browne, donde quedó fascinado por la historia natural y cambió sus estudios de Zoología en su regreso. Luego salió en una expedición a la parte baja del Amazonas (1925–1926) y en viajes de investigación a la zona del río Zambeze en África (1927), incluyendo Mozambique, Zambia, la África Oriental y Lanzarote (1930). En el año 1928 se casó con Joyce Radford. Fue profesor de Zoología en la Universidad de Bristol desde 1928 hasta 1932, cuando se trasladó a la Universidad de Glasgow. Estudió con otro abogado de camuflaje militar, John Graham Kerr. Su tesis, que completó en 1935 bajo una beca Carnegie, estaba en «coloración adaptativa» —tanto camuflaje y coloración de advertencia— en el Anura (ranas). En 1938 hizo un doctorado en Ciencias en Glasgow, y se convirtió en profesor de Zoología en la Universidad de Cambridge y curador de aves en el Museo de Zoología de la Universidad de Cambridge.
Cott sirvió en el regimiento del ejército británico de Leicestershire como un camuflaje experto de 1919–1922 y, durante la Segunda Guerra Mundial, con los Ingenieros reales como instructor de camuflaje desde 1945. Cott era jefe de instructores en el desarrollo de camuflaje y campo de entrenamiento en Helwan, Egipto, bajo el cineasta Geoffrey Barkas desde su creación en noviembre de 1941.
Después de la guerra, Cott regresó a Cambridge, convirtiéndose en un compañero de Selwyn College en 1945; trabajó allí hasta que se retiró en 1967. Dio la Fison Memorial Lecture de 1958 en «coloración protectora de animales». Luego continuó trabajando después de su retirada, por ejemplo realizando una encuesta de nidos de cocodrilos del Nilo Victoria para los parques nacionales de Uganda en 1972. Falleció el 18 de abril de 1987 a la edad de 86 años.

### Por Cott
Libros
- Cott, Hugh B. (1940). Adaptive Coloration in Animals. Methuen.
- Cott, Hugh B. (1975). Looking at Animals: a Zoologist in Africa. Scribner.
- Cott, Hugh B. (1959). Uganda in Black and White. Macmillan.
- Cott, Hugh B. (1956). Zoological Photography in Practice. Fountain Press

Revistas
- Cott, Hugh B. (1936). The effectiveness of protective adaptations in the Hive-Bee, illustrated by experiments on the feeding reactions, habit formation, and memory of the common toad (Bufo bufo bufo). Proc. of the Zoological Society of London.
- Cott, Hugh B. (1951). The Palatability of the Eggs of Birds: Illustrated by Experiments on the Food Preferences of the Hedgehog (Erinaceus Europaeus). Proc. of the Zoological Society of London.
- Cott, Hugh B. (1938). Wonder Island of the Amazon Delta; on Marajo Cowboys Ride Oxen, Tree-Dwelling Animals Throng Dense Forests. National Geographic Magazine

### Sobre Cott
- Forbes, Peter (2009). Dazzled and Deceived: Mimicry and Camouflage. Yale. ISBN 0-300-12539-9
- Forsyth, Isla McLean (2012). From dazzle to the desert: a cultural-historical geography of camouflage. PhD thesis, University of Glasgow.
- Penrose, Roland (1981). Scrapbook 1900–1981. Thames and Hudson.
- Ruxton, G. D.; Speed, M. P.; Sherratt, T. N. (2004). Avoiding Attack. The Evolutionary Ecology of Crypsis, Warning Signals and Mimicry. Oxford University Press. ISBN 0-19-852860-4
- Trevelyan, Julian (1957). Indigo days. MacGibbon and Kee.